# Violetta en Vivo (álbum)
Violetta en Vivo é o quarto álbum da trilha sonora da telenovela Violetta e o primeiro ao vivo, contendo músicas da turnê de mesmo nome do álbum, lançado em 2013 pela Walt Disney Records.

## O álbum
Durante a turnê de shows Violetta en Vivo, realizado entre 2013 e 2014 entre a Europa e América Latina, decidiu-se publicar um álbum ligado às performances, incluindo músicas gravadas durante o mesmo.
No mercado da América Latina o álbum foi lançado 28 de novembro de 2013, no final da representação nesses países. As músicas foram gravadas durante apresentações no Teatro Gran Rex, em Buenos Aires: nos meses entre julho e setembro do mesmo ano. Para selecionar a capa do CD, houve uma votação, no site oficial da rede social Facebook da série Argentina. O álbum contém dois CDs: um com 25 canções inéditas (incluindo 5 da segunda temporada) e o outro um DVD 11 músicas, karaokê e cantar junto versão. No Brasil o mesmo álbum foi lançado em março de 2014.
Sua publicação nas lojas italianas foi 25 de março de 2014 com as músicas ao vivo do show em Milão, realizado em 3 e 4 de Janeiro.
O CD foi lançado no México em 14 de Fevereiro 2014, Março a meados de janeiro, em França, em abril e em Polônia a partir de 4 de fevereiro. Conteúdo para o México é a mesma versão da Argentina. Para a versão da França e da Bélgica, por sua vez, contém 20 músicas ao vivo, sem DVDs e 5 novas músicas. Na Polónia, o álbum tem 16 músicas sendo 11 faixas de concerto, e 5 de bônus.

## Faixas

### Edição para América Latina
| CD  | |         |  |
| N.º | Título | Duração |  |
| 1.  | "Hoy Somos Más" (Elenco de Violetta) | 2:22    |  |
| 2.  | "Tienes El Talento" (Elenco de Violetta) | 1:28    |  |
| 3.  | "Euforia" (Elenco de Violetta) | 2:32    |  |
| 4.  | "Habla Si Puedes" (Martina Stoessel) | 3:24    |  |
| 5.  | "Podemos" (Jorge Blanco e Martina Stoessel)                                                                                                 | 2:47    |  |
| 6.  | "Ahí Estaré" (Mercedes Lambre e Facundo Gambandé)                                                                                           | 1:34    |  |
| 7.  | "Are You Ready For The Ride?" (Jorge Blanco, Diego Domínguez, Samuel Nascimento, Facundo Gambandé, Nicolas Garnier e Xabiani Ponce De León) | 2:53    |  |
| 8.  | "Veo Veo" (Martina Stoessel, Lodovica Comello, Candelaria Molfese)                                                                          | 2:40    |  |
| 9.  | "Voy Por Ti" (Jorge Blanco) | 2:30    |  |
| 10. | "Peligrosamente bellas" (Mercedes Lambre e Alba Rico)                                                                                       | 3:08    |  |
| 11. | "Yo soy así" (Diego Domínguez) | 1:56    |  |
| 12. | "Como quieres" (Martina Stoessel) | 2:29    |  |
| 13. | "Junto a ti" (Martina Stoessel, Lodovica Comello, Candelaria Molfese)                                                                       | 3:09    |  |
| 14. | "Te esperaré" (Jorge Blanco) | 0:39    |  |
| 15. | "On Beat" (Elenco de Violetta) | 3:16    |  |
| 16. | "Juntos somos mas" (Elenco de Violetta) | 2:53    |  |
| 17. | "En mi mundo" (Martina Stoessel) | 1:30    |  |
| 18. | "Ser mejor" (Elenco de Violetta) | 3:29    |  |
| 19. | "Te creo" (Martina Stoessel) | 2:49    |  |
| 20. | "En mi mundo" (Elenco de Violetta) | 4:34    |  |
| 21. | "Soy mi mejor momento" (Martina Stoessel)                                                                                                   | 3:57    |  |
| 22. | "Ven con nosotros" (Jorge Blanco, Samuel Nascimento, Facundo Gambandé, Diego Domínguez e Nicolas Garnier)                                   | 3:10    |  |
| 23. | "A los cuatro vientos" (Martina Stoessel e Rock Bones)                                                                                      | 3:02    |  |
| 24. | "Te fazer feliz" (Samuel Nascimento) | 2:44    |  |
| 25. | "Esto no puede terminar" (Elenco de Violetta)                                                                                               | 3:16    |  |

| DVD |                                                                     |         |  |
| N.º | Título                                                              | Duração |  |
| 1.  | "Ser mejor" (Elenco de Violetta)                                    | 3:29    |  |
| 2.  | "Veo veo" (Martina Stoessel, Lodovica Comello e Candelaria Molfese) | 3:40    |  |
| 3.  | "Hoy somos mas" (Martina Stoessel)                                  | 2:22    |  |
| 4.  | "Como quieres" (Martina Stoessel)                                   | 2:29    |  |
| 5.  | "Peligrosamente bellas" (Mercedes Lambre e Alba Rico)               | 3:08    |  |
| 6.  | "Euforia" (Elenco de Violetta)                                      | 2:32    |  |
| 7.  | "On beat" (Elenco de Violetta)                                      | 3:16    |  |
| 8.  | "Nuestro camino" (Martina Stoessel e Jorge Blanco)                  | 3:30    |  |
| 9.  | "Soy mi mejor momento" (Martina Stoessel)                           | 3:53    |  |
| 10. | "Si es por amor" (Martina Stoessel e Mercedes Lambre)               | 3:03    |  |
| 11. | "Esto no puede terminar" (Elenco de Violetta)                       | 3:16    |  |

### Edição para Polônia
| N.º | Título | Duração |  |
| 1.  | "Hoy Somos Más" (Elenco de Violetta) | 2:22    |  |
| 2.  | "Euforia" (Elenco de Violetta) | 2:32    |  |
| 3.  | "Habla Si Puedes" (Martina Stoessel) | 3:24    |  |
| 4.  | "Podemos" (Jorge Blanco e Martina Stoessel)                                                                                                 | 2:47    |  |
| 5.  | "Como quieres" (Martina Stoessel) | 2:29    |  |
| 6.  | "Are You Ready For The Ride?" (Jorge Blanco, Diego Domínguez, Samuel Nascimento, Facundo Gambandé, Nicolas Garnier e Xabiani Ponce De León) | 2:53    |  |
| 8.  | "Voy Por Ti" (Jorge Blanco) | 2:30    |  |
| 9.  | "On Beat" (Elenco de Violetta) | 3:16    |  |
| 10. | "Te esperaré" (Jorge Blanco) | 0:39    |  |
| 11. | "En mi mundo" (Elenco de Violetta) | 4:34    |  |
| 12. | "Soy mi mejor momento" (Martina Stoessel)                                                                                                   | 3:57    |  |
| 13. | "Ven con nosotros" (Jorge Blanco, Samuel Nascimento, Facundo Gambandé, Diego Domínguez e Nicolas Garnier)                                   | 3:10    |  |
| 14. | "A los cuatro vientos" (Martina Stoessel e Rock Bones)                                                                                      | 3:02    |  |
| 15. | "Te fazer feliz" (Samuel Nascimento) | 2:44    |  |
| 16. | "Esto no puede terminar" (Elenco de Violetta)                                                                                               | 3:16    |  |

### Edição para Itália
| N.º | Título | Duração |  |
| 1.  | "Hoy Somos Más" (Elenco de Violetta) | 2:22    |  |
| 2.  | "Tienes El Talento" (Elenco de Violetta) | 1:28    |  |
| 3.  | "Euforia" (Elenco de Violetta) | 2:32    |  |
| 4.  | "Habla Si Puedes" (Martina Stoessel) | 3:24    |  |
| 5.  | "Podemos" (Jorge Blanco e Martina Stoessel)                                                                                                 | 2:47    |  |
| 6.  | "Ahí Estaré" (Mercedes Lambre e Facundo Gambandé)                                                                                           | 1:34    |  |
| 7.  | "Are You Ready For The Ride?" (Jorge Blanco, Diego Domínguez, Samuel Nascimento, Facundo Gambandé, Nicolas Garnier e Xabiani Ponce De León) | 2:53    |  |
| 8.  | "Alcancemos las estrellas" ((Martina Stoessel, Mercedes Lambre, Lodovica Comello, Candelaria Molfese e Alba Rico Navarro)                   | 3:33    |  |
| 9.  | "Voy Por Ti (acústico)" (Diego Domínguez)                                                                                                   | 0:45    |  |
| 10. | "Voy Por Ti" (Jorge Blanco) | 2:33    |  |
| 11. | "Nuestro camino" (Jorge Blanco e Martina Stoessel)                                                                                          | 3:14    |  |
| 12. | "Veo Veo" (Martina Stoessel, Lodovica Comello, Candelaria Molfese)                                                                          | 3:35    |  |
| 13. | "Luz, càmara y acciòn" (Ruggero Pasquarelli)                                                                                                | 2:53    |  |
| 14. | "Entre Dos Mundos" (Jorge Blanco) | 2:30    |  |
| 15. | "Peligrosamente bellas" (Mercedes Lambre e Alba Rico)                                                                                       | 3:08    |  |
| 16. | "Yo soy así" (Diego Domínguez) | 2:06    |  |
| 17. | "Como quieres" (Martina Stoessel) | 2:53    |  |
| 18. | "Vieni e canta" (Lodovica Comello, Ruggero Pasquarelli)                                                                                     | 2:45    |  |
| 19. | "Junto a ti" (Martina Stoessel, Lodovica Comello, Candelaria Molfese)                                                                       | 3:02    |  |
| 20. | "Te esperaré" (Jorge Blanco) | 3:05    |  |
| 21. | "On Beat" (Elenco de Violetta) | 3:16    |  |
| 22. | "Juntos somos mas" (Elenco de Violetta) | 3:03    |  |
| 23. | "Nel mio mondo" (Martina Stoessel) | 2:23    |  |
| 24. | "Ser mejor" (Elenco de Violetta) | 4:23    |  |
| 25. | "Ser mejor" (Elenco de Violetta) | 2:02    |  |
| 26. | "Te creo" (Martina Stoessel) | 3:19    |  |
| 27. | "Nel mio mondo" (Elenco de Violetta) | 5:21    |  |

### Edição para Bélgica e França
| N.º | Título | Duração |  |
| 1.  | "Hoy Somos Más" (Elenco de Violetta) | 2:22    |  |
| 2.  | "Tienes El Talento" (Elenco de Violetta) | 1:28    |  |
| 3.  | "Euforia" (Elenco de Violetta) | 2:32    |  |
| 4.  | "Habla Si Puedes" (Martina Stoessel) | 3:24    |  |
| 5.  | "Podemos" (Jorge Blanco e Martina Stoessel)                                                                                                 | 2:47    |  |
| 6.  | "Ahí Estaré" (Mercedes Lambre e Facundo Gambandé)                                                                                           | 1:34    |  |
| 7.  | "Are You Ready For The Ride?" (Jorge Blanco, Diego Domínguez, Samuel Nascimento, Facundo Gambandé, Nicolas Garnier e Xabiani Ponce De León) | 2:53    |  |
| 8.  | "Veo Veo" (Martina Stoessel, Lodovica Comello, Candelaria Molfese)                                                                          | 2:40    |  |
| 9.  | "Voy Por Ti" (Jorge Blanco) | 2:30    |  |
| 10. | "Peligrosamente bellas" (Mercedes Lambre e Alba Rico)                                                                                       | 3:08    |  |
| 11. | "Yo soy así" (Diego Domínguez) | 1:56    |  |
| 12. | "Como quieres" (Martina Stoessel) | 2:29    |  |
| 13. | "Junto a ti" (Martina Stoessel, Lodovica Comello, Candelaria Molfese)                                                                       | 3:09    |  |
| 14. | "Te esperaré" (Jorge Blanco) | 0:39    |  |
| 15. | "On Beat" (Elenco de Violetta) | 3:16    |  |
| 16. | "Juntos somos mas" (Elenco de Violetta) | 2:53    |  |
| 17. | "En mi mundo" (Martina Stoessel) | 1:30    |  |
| 18. | "Ser mejori" (Elenco de Violetta) | 3:29    |  |
| 19. | "Te creo" (Martina Stoessel) | 2:49    |  |
| 20. | "En mi mundo" (Elenco de Violetta) | 4:34    |  |

## O sucesso comercial
O álbum estreou na primeira semana de lançamento na primeira posição da FIMI, e nos próximas 5 semanas também se manteve em primeiro lugar no ranking da Polônia e alcançou um grande sucesso, mesmo no país de origem.
Na França, o álbum estreou na nona, em seguida, chegou ao quarto lugar na terceira semana de publicação; após 15 semanas permanecem no ranking. Na Valónia, atinge o seu maior número posição 60 em Flandres, depois de cinco semanas após o seu lançamento no mercado, o número 13.

## Classificações
| Classificação (2014) | Máxima posicão |
| -------------------- | -------------- |
| Itália               | 1              |
| Polônia              | 1              |
| França               | 4              |
| Bélgica (Valonia)    | 13             |
| Bélgica (Flandes)    | 60             |

## Lançamentos
| País      | Data                    | Formato              |
| --------- | ----------------------- | -------------------- |
| Argentina | 28 de novembro de 2013  | CD, descarga digital |
| Chile     | 28 de novembro de 2013  | CD, descarga digital |
| Colômbia  | 28 de novembro de 2013  | CD, descarga digital |
| Guatemala | 28 de novembro de 2013  | CD, descarga digital |
| Honduras  | 28 de novembro de 2013  | CD, descarga digital |
| Peru      | 28 de novembro de 2013  | CD, descarga digital |
| Venezuela | 28 de novembro de 2013  | CD, descarga digital |
| França    | 13 de janeiro de 2014   | CD, descarga digital |
| Polónia   | 4 de fevereiro de 2014  | CD, descarga digital |
| México    | 14 de fevereiro de 2014 | CD, descarga digital |
| Brasil    | 6 de março de 2014      | CD, descarga digital |
| Itália    | 25 de março de 2014     | CD, descarga digital |
| Portugal  | 4 de fevereiro de 2015  | CD, descarga digital |